# Capella de la Mare de Déu dels Dolors (Vilobí d'Onyar)
La Mare de Déu dels Dolors és una capella exempta, dedicada a la Verge dels Dolors, que pertany al Mas Oliver de Vilobí d'Onyar (Selva). L'edifici, bastit l'any 1609, és de planta rectangular d'una sola nau, sense capçalera diferenciada i coberta a dos vessants a laterals de teula àrab. La façana presenta un portal quadrangular amb gran llinda monolítica que té un escut en relleu i un text inscrit en llatí. A sobre hi ha un ull de bou de pedra amb la data de 1609 i l'òcul quadrilobat. A la dreta de la porta hi ha una obertura rectangular emmarcada amb pedra i protegida per una reixa. Coronant la façana hi ha un campanar d'espadanya de pedra d'un sol ull amb campana.
A l'interior la nau està coberta amb una volta de canó de dos trams, amb una cornisa a l'altura de l'arrencada de la volta. Al mur del costat dret hi ha una obertura d'arc de mig punt. A l'esquerra hi ha la porta que comunica amb una petita sagristia també coberta amb volta. El parament dels murs i la volta estan enguixats, el paviment no és l'original i la part de l'altar es troba a un nivell una mica més alt. Hi ha una taula d'altar de marbre amb reconditori sostinguda per una columna cilíndrica de pedra. Al costat de la porta hi ha una petita pica d'aigua beneïda de pedra treballada encastada al mur. El parament exterior és de maçoneria vista i s'aprecia la utilització de la pedra volcànica provinent del volcà de la Crosa, situat al sector nord del mateix terme.